# Fantômette contre Charlemagne
Fantômette contre Charlemagne est le 25e roman de la série humoristique Fantômette créée par Georges Chaulet.
Le roman, publié en 1974 dans la Bibliothèque rose des éditions Hachette, comporte 189 pages. 
Il évoque l'aide apportée par Fantômette à un explorateur-collectionneur pour retrouver un trésor datant de l'époque de Charlemagne.

## Notoriété
De 1961 à 2000, les ventes cumulées des titres de Fantômette s'élèvent à 17 millions d'exemplaires, traductions comprises.
Le roman Fantômette contre Charlemagne a donc pu être vendu à environ 200 000 exemplaires.
Comme les autres romans, il a été traduit en italien, espagnol, portugais, en flamand, en danois, en finnois, en turc, en chinois et en japonais.

## Personnages principaux
- Françoise Dupont / Fantômette : héroïne du roman
- Ficelle : amie de Françoise et de Boulotte
- Boulotte : amie de Françoise et de Ficelle
- « Œil-de-Lynx » : journaliste à France Flash
- Philibert Haucourt de la Soiray : collectionneur et explorateur
- Le Furet : voleur, ennemi récurrent de Fantômette
- Bulldozer et Alpaga : hommes de main du Furet
- Bibi-la-Grammaire : receleur

## Résumé
Remarque : le résumé est basé sur l'édition cartonnée non abrégée parue en 1974 en langue française.
- Mise en place de l'intrigue (chapitres 1 et 2)

Le Furet et ses deux hommes de main, Bulldozer et Alpaga, cambriolent la demeure d'un riche collectionneur, Philibert Haucourt de la Soiray. Au cours de ce cambriolage, la victime du vol intervient et fait fuir les bandits en tirant un coup de fusil dans leur direction. 
Le tir fait exploser un vase, lequel contenait une plaquette métallique. Une moitié de cette plaquette a percuté Alpaga et l'autre moitié est tombée à terre. Philibert Haucourt appelle Fantômette car il craint d'avoir tué l'un des cambrioleurs. 
- Aventures et enquête (chapitres 3 à 10)

La jeune aventurière, après l'avoir rassuré, trouve la moitié de la plaquette métallique restée dans le jardin, et comprend en l'examinant que cette plaquette, qui appartenait jadis au chevalier Godechaux de Bouillonfroyd, contenait une inscription indiquant l'emplacement d'un trésor ayant appartenu à Charlemagne. Pendant ce temps, le Furet a découvert l'autre moitié de la plaquette qui a percuté le mollet d'Alpaga et a compris la valeur vénale de l'échantillon, sans toutefois en comprendre la portée. 
Pensant avoir découvert une simple relique en or très ancienne, il la revend pour 10 000 francs à Bibi-la-Grammaire, un receleur. Le lendemain, ayant décidé de faire sortir le Furet de ses gonds, et après accord de Philibert Haucourt, Fantômette fait paraître une petite annonce dans le journal d'annonces locales, promettant une récompense de 100 000 francs pour récupérer la moitié manquante. 
Le Furet, découvrant l'annonce, comprend qu'il a été roulé par Bibi-la-Grammaire. Il se rend chez le receleur et récupère violemment le précieux morceau de métal. Désormais, le Furet veut récupérer les deux moitiés de la plaquette. Il envoie Alpaga récupérer l'autre moitié chez M. Haucourt.
Mais Fantômette et Haucourt contre-attaquent et récupèrent la plaquette. Fantômette réunit les deux moitiés : le médaillon donne des indications précises sur l'emplacement d'un trésor ayant appartenu à Charlemagne. Ce trésor est caché dans un château à six lieues (24 kilomètres) de Paris. Par diverses déductions, Fantômette parvient à localiser le lieu de la cachette. Elle s'y rend avec M. Haucourt et trouve le trésor, contenu dans un coffret. Mais le Furet et ses deux complices, qui avaient suivi Fantômette et Haucourt, interviennent, s'emparent du coffret et ligotent leurs deux adversaires. Un peu plus tard, c'est Bibi-la-Grammaire qui arrive sur les lieux. Il a suivi le Furet et ses complices. Il laisse Fantômette et Haucourt ligotés. Enfin survient Œil-de-Lynx, le journaliste ami de Fantômette, qui avait suivi avec sa 2 Chevaux Bibi-la-Grammaire. Fantômette, Haucourt et Œil-de-Lynx suivent la trace du Furet et de Bibi-la-Grammaire. Ce dernier a payé des catcheurs pour maîtriser le Furet et ses deux complices afin de s'emparer du coffret.
Finalement, c'est à son domicile que Fantômette et Œil-de-Lynx se rendent. Sous le regard narquois du receleur, ils fouillent les lieux. Le coffre-fort est vide. Mais c'est dans un second coffre-fort, dont Fantômette détermine par la réflexion le mot de passe, que le coffret est découvert. Le trésor de Charlemagne est ainsi récupéré.
- Dénouement et révélations finales (chapitres 11 et 12)

C'est sans compter le Furet et ses deux complices qui interviennent au domicile de Bibi-la-Grammaire. Une bagarre générale s'engage. Le Furet et ses complices ont le dessous, et Bibi-la-Grammaire prend la fuite avec le coffret. Fantômette et Œil-de-Lynx le poursuivent. Profitant de son arrêt à une station service pour faire le plein d'essence, Fantômette s'empare du coffret.
Ce coffret contient la couronne de Charlemagne avec laquelle le roi franc fut couronné empereur d'Occident en l’an 800. La précieuse couronne est donnée par Fantômette au Musée du Louvre.

## Autour du roman
- Ficelle et Boulotte n'interviennent qu'en début et en fin de l'histoire.
- Le récit peut rappeler par certains sujets le scénario de Fantômette et le Trésor du pharaon (1970).
- Une autre aventure de Fantômette avec la recherche d'un trésor dans un château : Fantômette et la Télévision (1966).
- Au début du roman Fantômette et le Palais sous la mer (1974), Françoise va chez des bouquinistes et achète chez l'un d'eux le roman « Fantômette contre Charlemagne ».